# Олтецу
Олтецу (рум. Oltețu) — село у повіті Вилча в Румунії. Входить до складу комуни Зетрень.
Село розташоване на відстані 182 км на захід від Бухареста, 55 км на південний захід від Римніку-Вилчі, 50 км на північ від Крайови.

## Населення
За даними перепису населення 2002 року у селі проживали 174 особи, усі — румуни. Усі жителі села рідною мовою назвали румунську.